# Techez, Vînohradiv

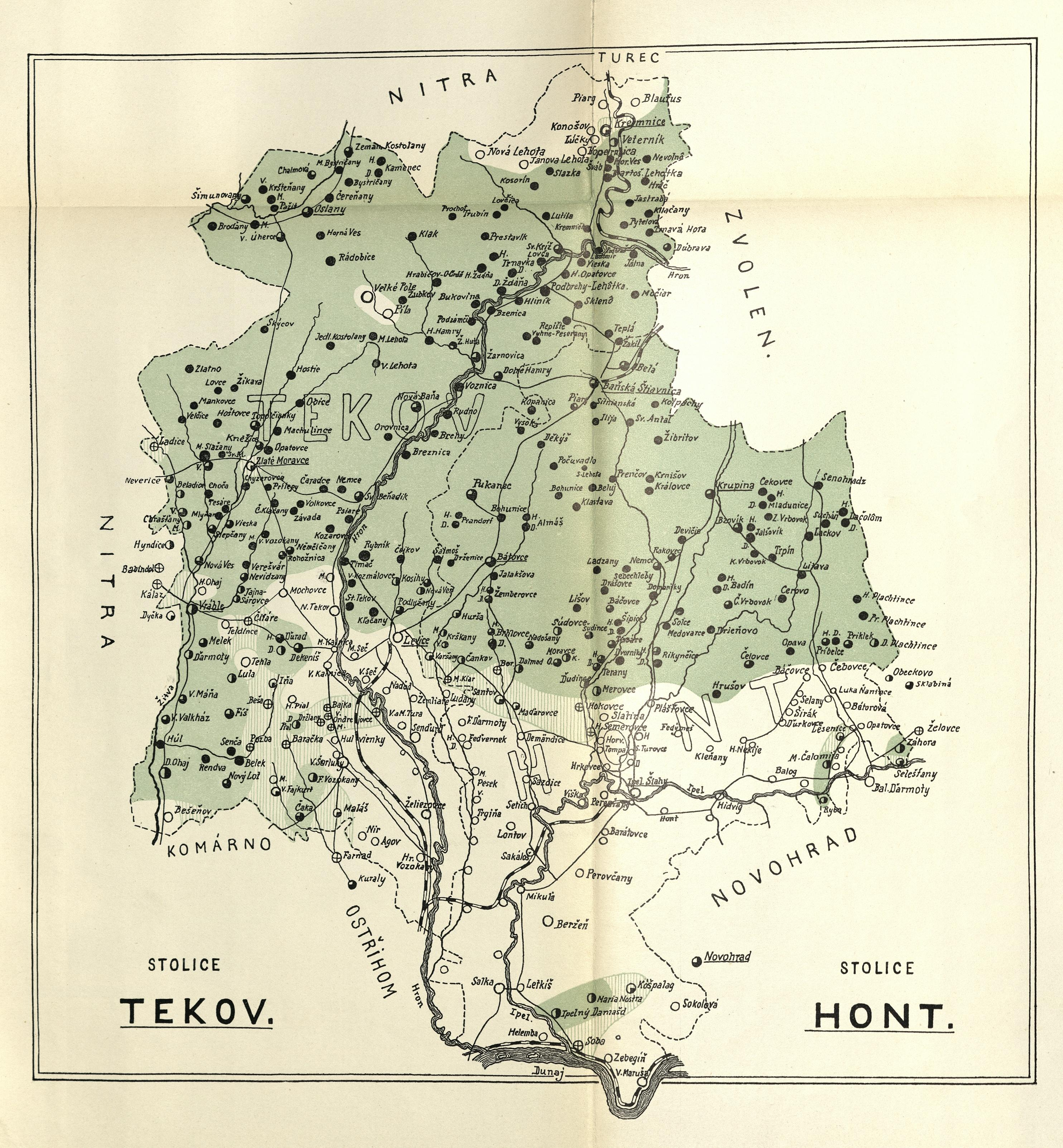
Localitatea Techez, județul Vînohradiv, grup etnic

Techez (în ucraineană Теково, transliterat: Tekovo, în maghiară Tekeháza) este localitatea de reședință a comunei Techez din raionul Vînohradiv, regiunea Transcarpatia, Ucraina.

## Demografie
Componența lingvistică a localității Techez
     Ucraineană (72,64%)
     Maghiară (26,65%)
     Alte limbi (0,7%)
Conform recensământului din 2001, majoritatea populației localității Techez era vorbitoare de ucraineană (72,64%), existând în minoritate și vorbitori de maghiară (26,65%).